# Iglesia de Dios de Filadelfia
La Iglesia de Dios de Filadelfia (Philadelphia Church of God) es una denominación cristiana protestante con sede en Edmond, Oklahoma . La Iglesia de Dios de Filadelfia es un desmembramiento de la Iglesia de Dios Universal (Worldwide Church of God, en inglés, WCG), fundada por Herbert W. Armstrong , y enseña una "nueva revelación", que a su fundador, Gerald Flurry, Dios lo ha mostrado a él de la Biblia desde la muerte de Armstrong. Fue fundada con el propósito declarado de continuar las enseñanzas de Armstrong, que fueron repudiadas por WCG después de la muerte de su fundador en 1986, ya que abarcaba las principales creencias cristianas como la Trinidad, que habían sido rechazadas anteriormente.
La Iglesia de Dios de Filadelfia, es una iglesia sabatista, que afirma estar llevando a cabo el legado de Armstrong después de los cambios doctrinales realizados por los nuevos líderes de la Iglesia de Dios Universal Joseph W. Tkach y su hijo Joseph Tkach Jr. 

## Fundadores
Gerald Flurry Ray (nacido el 12 de abril de 1935) es el fundador y Pastor General de la Iglesia de Dios de Filadelfia. Se enseña dentro ella que él es "ese profeta", un sucesor divinamente designado para Armstrong, similar a Eliseo después de Elías.
La Iglesia de Dios de Filadelfia fue fundada por Flurry y su asistente pastor John Amos (1929-1993) y se incorporan en los Estados Unidos el 20 de diciembre de 1989. Ellos eran ministros al servicio de la ciudad de Oklahoma y Enid, Oklahoma , las congregaciones de la IDU en el momento .
Flurry se graduó en el Colegio Ambassador , de Pasadena, California, en 1970  y se convirtió en un ministro Iglesia de Dios Universal en 1973. En 1975 fue trasladado a Pasco, Washington, y luego a Oklahoma en 1985.
Durante los tres años posteriores a la muerte de Herbert Armstrong en 1986, Iglesia de Dios Universal hizo varios cambios doctrinales que Flurry objetó como doctrinalmente falsa. Empezó a dar a conocer su oposición a estos cambios y produjo un manuscrito que se convertiría en el libro 'Mensaje de Malaquías a la Iglesia de Dios hoy'. Estos acontecimientos llevaron a ser convocado por los líderes de la Iglesia de Dios Unida a comparecer ante ellos. Flurry y Amos fueron excomulgados de Iglesia de Dios Universal en 1989 por impugnar los cambios doctrinales. 
Un grupo de seguidores comenzó a reunirse alrededor de Flurry en aquel momento, incluyendo a John Amos, Tim Thompson, Vyron Wilkins, Dennis Leap, Frank García, Wilber Malone, Don Marshall, Jim Mortensen, Don Roth, y Winston Davis. Quienes no estaban de acuerdo con los cambios doctrinales que ocurren en Iglesia de Dios Universal. En total, 12 personas se reunieron a la Iglesia de Dios de Filadelfia en el primer culto de la nueva denominación el 16 de diciembre de 1989. El 20 de diciembre la Iglesia de Dios de Filadelfia se convirtió en una entidad constituida. Con la fundación de la Iglesia de Dios de Filadelfia, una de sus primeras acciones fue publicar el 'Mensaje de Malaquías a la Iglesia de Dios Hoy' y lo distribuirá a la mayor cantidad de miembros de la Iglesia de Dios Universal como sea posible. 

### Escritos
Flurry ha escrito la siguiente bibliografía:
- Conspiración contra la Paternidad.
- Daniel sin sellar-en el último!.
- Ezequiel: El fin de los tiempos Profeta.
- Desde el Principio.
- Hageo: Prueba de Trabajo de Dios hoy.
- Últimos Tiempos Visión de Isaías.
- Jeremías y la visión más grande en la Biblia.
- Jerusalén en la Profecía.
- Jonás: una fuerte advertencia a la iglesia de Dios.
- Mensaje de Malaquías a la iglesia de Dios hoy.
- Nahum-An End-Time Profecía Para Alemania.
- Hay libertad sin ley.
- Arrepentimiento para con Dios.
- El Family Vision Dios.
- Familia Real del ex Profetas-Dios.
- La Llave de David.
- El Rey del Sur.
- La Última Hora.
- Novia El profeta Joel-Cristo y el Día del Señor.
- La conquista de los Balcanes El Rising Bestia-Alemania.
- Dio a conocer al fin: el Royal Libro de Apocalipsis.
- Hemos tenido nuestra última oportunidad.
- ¿Quién es el profeta?.
- Winston S. Churchill: The Watchman.
- Iglesia de Dios Universal cambios doctrinales y los resultados trágicos.
- Día de Sofonías del Señor-"acelere grandemente".

Flurry coautor de la siguiente bibliografía:
- Personaje en Crisis. (En coautoría con Stephen Flurry)
- Alemania y el Sacro Imperio Romano. (En coautoría con J. Tim Thompson y Stephen Flurry)
- Los cuatro jinetes del Apocalipsis. (En coautoría con Wayne Turgeon)

## Enseñanzas
La Iglesia observa el día Sábado como Santo desde la puesta del sol del viernes hasta la puesta del sol del Sábado además de otras prácticas del Antiguo Testamento.
Los miembros de la Iglesia de Dios de Filadelfia observan las leyes dietéticas según lo establecido en Levítico 11 y Deuteronomio 14.
La iglesia enseña que, principalmente, los modernos pueblos norteamericano y británico, son descendientes de la antigua 'Casa De Israel' o 'Tribus Perdidas'(No confundir con el moderno estado de Israel que son mencionados en la Biblia como 'La Casa de Judá' o 'Las tribus del sur', después de la separación en tiempos del rey Salomón).
La Iglesia de Dios de Filadelfia también observa el sistema bíblico del diezmo, donde el 10% de los ingresos del adepto es donado a la iglesia ("Primer Diezmo") para sus operaciones y para la difusión de sus enseñanzas. Un segundo 10% se guarda para los gastos de los miembros durante los Días Santos ("segundo diezmo"), principalmente la Fiesta de los Tabernáculos. Durante el tercer y sexto año de cada ciclo de siete años, un tercio del 10% se utiliza para los indigentes, viudas y huérfanos dentro de la iglesia ("Tercer Diezmo").
La Iglesia de Dios de Filadelfia también enseña sobre el libro de apocalipsis y otras muchas doctrinas heredadas de Iglesia de Dios Universal. Enseña que una Gran Tribulación ocurrirá pronto en la que surgirá una potencia europea unida, integrada por diez naciones o grupos de naciones, que conquistará los descendientes modernos de Israel (EE.UU., Gran Bretaña e Israel, principalmente) y los llevará a la esclavitud. Una alianza de las potencias del Este (incluida Rusia y China) se reunirán sus fuerzas y hacer la guerra a la potencia europea. Entonces Jesucristo regresará y liberará a los hijos de Israel (ingleses, estadounidenses e israelíes, principalmente) y marcará el comienzo de mil años de paz en todo el mundo, que se llama 'El Mundo de Mañana'.
La Iglesia de Dios de Filadelfia también enseña algunas doctrinas distintivas que la distinguen de La Iglesia de Dios Universal.
La Iglesia de Dios de Filadelfia reclama la adopción de las principales doctrinas cristianas por la Iglesia de Dios de Universal fue profetizado en la Biblia y que representa el inicio de la séptima era de la Iglesia de Dios (Laodicea), que la Iglesia de Dios de Filadelfia no es una parte, afirma que es un remanente de la sexta era ( Filadelfia). El primer libro de Gerald Flurry, el Mensaje de Malaquías, es considerado como el "librito" de Apocalipsis 10, una revelación divina oculta hasta 1989. 
Aparte de ser visto como un apóstol, Armstrong también creen que es la hora de finalización de Elías, como un Juan el Bautista también un precursor lo consideran como un nuevo profeta Elías. Un artículo de la revista de la iglesia en la década de 1990 declaró que nadie es invitado a un culto en la Iglesia de Dios de Filadelfia a menos que esté de acuerdo con esta creencia.
Gerald Flurry también enseña ser "el profeta", una figura en poder de la Iglesia de Dios de Filadelfia bíblicamente profetizado para que tenga éxito lo dicho por Herbert W. Armstrong.

## Proyectos de medios de comunicación
La Iglesia de Dios de Filadelfia patrocina proyectos de medios de comunicación, incluyendo programas de televisión y publicaciones periódicas, para predicar su mensaje y continuar el legado de Herbert W. Armstrong.

### La Llave de David
La Llave de David es un programa televisivo religioso semanal organizado por Flurry, en la que habla sobre los acontecimientos y los problemas del mundo desde su punto de vista conspirativo y apocalíptico, que abarca temas como la mente humana, la política y la guerra.
El programa se emitió en África , Australasia , Canadá , Europa , América Latina , Filipinas , y Estados Unidos . La Llave de David fue sacado del aire por un tiempo cuando la Iglesia de Dios de Filadelfia se vio envuelto en una batalla legal con la Iglesia de Dios Universal sobre los derechos de autor, pero regresó después de que asunto se resolvió a través de la mediación.

### La Trompeta de Filadelfia
La Trompeta de Filadelfia Es una revista de profecías apocalípticas, noticias y teorías de la conspiración.

### The Trumpet Daily
Un programa llamado "La Trompeta Diaria" con el hijo de Stephen Flurry se estrenó 9 de mayo 2011.

## Actividades e instituciones educativas
La Iglesia de Dios de Filadelfia dirige varias fundaciones e instituciones educativas donde se resalta el legado de Herbert W. Armstrong y lo que éste enseñó sobre la vida cristiana.

### Colegio Herbert W. Armstrong
La Iglesia de Dios de Filadelfia administra un pequeño Colegio de artes liberales y teología, 'Herbert W. Armstrong College', ubicado en la ciudad de Edmond, Oklahoma. La universidad fue fundada en 2001 como "Colegio Imperial de Edmond", pero recibió el nombre de las objeciones de Imperial College de Londres. Armstrong College graduó su primera clase en 2006.

### Academia Imperial
En agosto de 2008, Flurry fundó Imperial Academy, una escuela primaria y secundaria para los hijos de los miembros de la iglesia siguen el modelo de la Escuela Imperial de la Iglesia de Dios Universal

### Campamento Juvenil Filadelfia
El Campamento Juvenil Filadelfia (PYC) es el campamento de la juventud de la Iglesia de Dios de Filadelfia. Los campistas participan en actividades deportivas y una amplia variedad de actividades sociales y educativas durante el evento de tres semanas, fomentando el trabajo en equipo y la cooperación. Doctrinas de la Iglesia también se destacaron a lo largo de la experiencia del campamento de los hijos, tanto en las actividades del día a día y en los sermones obligatorios y estudios bíblicos. PYC se encuentra en Edmond, Oklahoma, pero los campos de PYC también se llevan a cabo cada año en Australia y Filipinas

### Centro cultural internacional Armstrong
la Iglesia de Dios de Filadelfia estableció un brazo humanitario llamado la Fundación Filadelfia en 1996, cuando se hizo cargo de un proyecto en el Reino Hachemita de Jordania que el Embajador de la Fundación de la IDU había dejado atrás. En 2005 se cambió el nombre a la Fundación Cultural Internacional Armstrong. Desde 1998, la fundación ha patrocinado una serie de artes escénicas en Edmond, Oklahoma, y en 2005 comenzó a apoyar las excavaciones arqueológicas en Jerusalén.
En enero de 2008, la Iglesia de Dios de Filadelfia comenzó la construcción de Auditorio Armstrong, un centro de artes escénicas para 800 personas situado en el campus de Herbert W. Armstrong College en Edmond, construido en el espíritu del Embajador Auditorio en el Colegio Ambassador. Fue terminado en septiembre 2010, y se convirtió en el escenario de conciertos de la Fundación. Cuenta con tres de las arañas más grandes de Estados Unidos. El Auditorio acoge una serie de conciertos de clase mundial que incluye a artistas como The Academy of Saint Martin in the Fields, Andre Watts, The Eroica Trio, y el Ballet Nacional de Rusia . Teatro

## Controversias
La Iglesia de Dios de Filadelfia ha recibido críticas por parte de los blogueros, los antiguos miembros, otros dispersados de la Iglesia de Dios Universal y detractores que han declarado a la iglesia de Gerald Flurry una secta. 

### Plagio
Flurry enseña que el Mensaje de Malaquías es el "librito" de Apocalipsis 10, una parte de la Revelación escondido por Dios hasta el año 1989.
Debido a las similitudes con la carta a Laodicea escrito por miembro WCG Jules Dervaes en 1987 se ha afirmado que el Mensaje de Malaquías fue en realidad copió de esa letra.

### Los escritos de Armstrong
A pesar del hecho de que el dueño de los derechos de autor era la Iglesia de Dios Universal del libro 'El Misterio de los Siglos'(Mistery of the Ages), escrito por Herbert W. Armstrong, Flurry decidió en 1997 para imprimir y distribuir copias impresas bajo el " uso justo "cláusula de la ley de derechos de autor. Este libro resume hasta las enseñanzas de Armstrong. El libro había sido puesto fuera de impresión y copias fueron destruidas por el liderazgo WCG dentro de los tres años de la muerte de Armstrong. PCG publicó el libro con el fin de distribuirla. El liderazgo de la Iglesia de Dios Universal rechazó que la impresión la Iglesia de Dios de Filadelfia de este libro fue " uso justo "de sus derechos de autor y así comenzó una batalla legal de seis años por el uso razonable de los derechos de autor, con la Iglesia de Dios Universal perder la ronda inicial a nivel de apelación el 18 de febrero de 1997. la Iglesia de Dios Universal entonces apelaron y ganó una decisión dividida ante el Tribunal del Noveno Circuito el 18 de septiembre de 2000.
Después de esto, la Iglesia de Dios de Filadelfia pidió a los veintiséis magistrados de la Corte del Noveno Circuito. Después de que todos ellos lo rechazaron, la Iglesia de Dios de Filadelfia pidió a los nueve jueces de la Corte Suprema, pero ninguno sería el caso. el liderazgo ofrecido Flurry del la Iglesia de Dios Universal y el la Iglesia de Dios de Filadelfia todas las obras de Armstrong para tres millones de dólares con la condición de que los documentos de la Iglesia de Dios Universal internos , notas y correos electrónicos obtenidos a través del descubrimiento serán devueltos por la Iglesia de Dios Unida. Según (el hijo de Gerald Flurry) el libro de Stephen Flurry 'Raising the Ruins', esta condición se considera como un ultimátum y la Iglesia de Dios Universal se le dijo que se preparan para reanudar el litigio. En cuestión de horas, la condición de la venta de los derechos de autor fue retirado de la propuesta y se llegó a un acuerdo. La Iglesia de Dios de Filadelfia acordó pagar a la Iglesia de Dios Universal $ 3 millones. A cambio, la Iglesia de Dios de Filadelfia adquiriría los derechos de autor de Misterio de los Siglos y los otros dieciocho obras en disputa. Para pagar esta cantidad la Iglesia de Dios de filadelfia tuvo que abandonar la cobertura de la clave del programa de David sobre todos los anuncios de televisión, excepto en la Iglesia de Dios Universal.
La Iglesia de Dios de Filadelfia ahora es dueño de los derechos de autor de diecinueve de las obras de Herbert W. Armstrong, incluidos todos sus libros de cuerpo entero. 

### Política de sermones registrados
Por lo menos desde 2005, ha sido la política de Iglesia de Dios de Filadelfia que todos los sermones enviados en CD deben destruirse inmediatamente después de haber sido oído en áreas locales. Nadie debe escuchar el mensaje de nuevo, y el CD se ha destruido con un testigo presente. A pesar de esta política hermética, varios sermones están disponibles en Internet. Estas grabaciones han sido realizadas por miembros anteriores que llevaron en secreto dispositivos de grabación en las salas de reuniones y grabaron los sermones mientras ellos están jugando en los servicios religiosos.

### Políticas desasociamiento y de no contacto
Flurry ha sido criticado por los detractores de la enseñanza de la iglesia de desasociamiento. La Iglesia de Dios de Filadelfia, citando Romanos 16:17, enseña a los miembros de la iglesia para evitar asociarse con o comunión con actuales y exmiembros bautizados de la Iglesia de Dios Universal, que se celebró a ser parte de la séptima era de la Iglesia de Dios (Laodicea). "Cualquier tipo de comunión con los antiguos miembros de ACV y de todos los de Laodicea," incluso si son miembros de la familia inmediata de un miembro de la iglesia ", está prohibido.  Flurry ha escrito, "Nosotros [los miembros PCG] no debe hacer compañía o beca con ellos [Laodicea] yendo a restaurantes y cosas por el estilo. En el pasado, algunos miembros se les ha dicho que estas relaciones están bien siempre y cuando no se discute la religión ... [sino al contrario], debe haber un corte completo de ». 
Una excepción a la enseñanza se hace si un apóstata o cónyuge de un miembro de Laodicea PCG es "el placer de habitar." Escritura, Flurry dijo, dicta que "esa relación se debe preservar siempre y cuando el [excomulgado o Laodicea] mate es consiente en vivir." Citó 1 Corintios 7,10-14. La otra excepción a la regla es expulsarme niños no bautizados y otros ex asistentes de ACV que pueden haber sido bautizados, pero no fueron "bautizados válidamente". 
Cualquier miembro de la Iglesia de Dios Universal, exmiembro o miembro de los grupos separatistas de similares se considera una de Laodicea, y por lo tanto estas personas deben ser evitados por los miembros del la Iglesia de Dios de Filadelfia. Los miembros también se les dice que cortar el contacto con amigos y familiares que han dejado, fueron excomulgados de, o están en desacuerdo con la organización(como se indica de manera inequívoca por Flurry en su Informe del Pastor General 10 de diciembre de 2005, "La principio para recordar es la siguiente:. no debe haber ningún contacto con miembros de la iglesia convertidos que han dejado, y que incluye a miembros de la familia que no sean una pareja ")

### Informe KOKH
En 2008, la ciudad de Oklahoma estación de noticias KOKH FOX 25 emite un informe en profundidad sobre la Iglesia de Dios Universal, que Flurry visto como "sensacionalista" y en gran parte negativa, alegando que la iglesia fue víctima de una "emboscada" y se muestra . inexacta